# Bảo tàng Giáo phận ở Tarnów
Bảo tàng Giáo phận ở Tarnów (tiếng Ba Lan: Muzeum Diecezjalne w Tarnowie) là một bảo tàng tọa lạc tại số 6 Quảng trường Katedralny, Tarnów, Ba Lan. Bảo tàng Giáo phận ở Tarnów là bảo tàng giáo phận lâu đời nhất ở Ba Lan.

## Lược sử hình thành
Bảo tàng Giáo phận ở Tarnów được thành lập vào ngày 25 tháng 10 năm 1888 bởi Cha Józef Bąba - Cha viện trưởng lúc bấy giờ của chủng viện Tarnów. Ban đầu, Bảo tàng được đặt trong tòa nhà chủng viện. Trong giai đoạn giữa hai cuộc chiến tranh, các bộ sưu tập của Bảo tàng được chuyển đến Tòa thị chính Tarnów ở Quảng trường chợ. Trụ sở hiện tại của Bảo tàng Giáo phận ở Tarnów là tòa nhà chung cư lịch sử được xây dựng vào thế kỷ 16 ở lân cận nhà thờ. Tòa nhà chung cư này từng được gọi là Akademiola vì là một chi nhánh của Đại học Kraków. Đó cũng là trường học đầu tiên ở Tarnów.

## Triển lãm

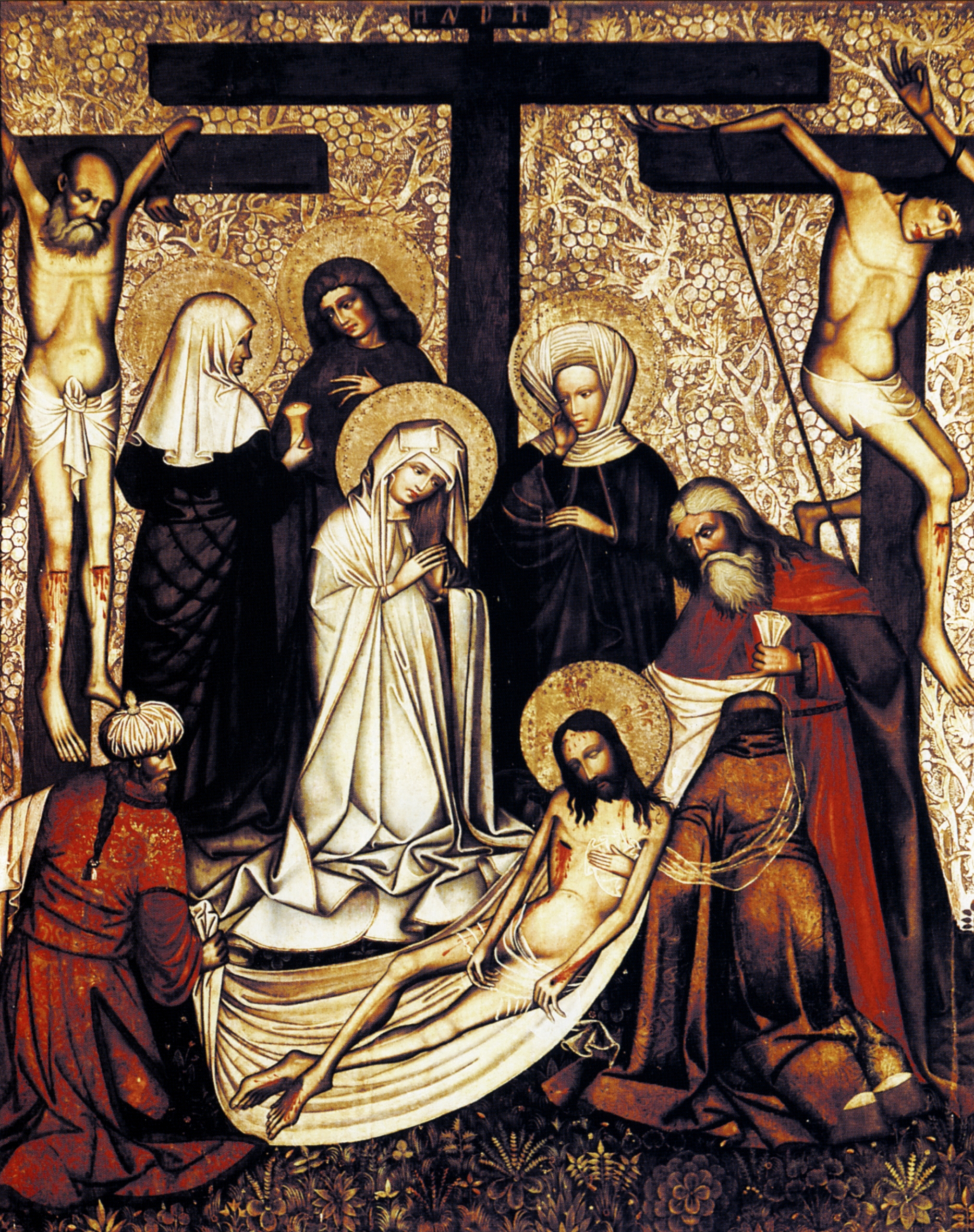
Một tác phẩm trưng bày trong Bảo tàng

Bộ sưu tập của Bảo tàng Giáo phận ở Tarnów hiện đang bao gồm các triển lãm:
- các tác phẩm điêu khắc theo lối kiến trúc gothic và hội họa từ Małopolskie
- vải nhà thờ
- nghệ thuật dân gian, cụ thể là các bức tranh vẽ trên kính từ khắp châu Âu và các lục địa khác
- các tác phẩm nghệ thuật được tạo ra vào cuối thế kỷ 19 và đầu thế kỷ 20 (tranh vẽ, đồng hồ sứ).